# Аліса I (герцогиня Бретані)
Аліса (1200, Нант — 21 жовтня 1221) — герцогиня Бретані, дочка принца Туару Гі і його дружини, герцогині Бретані Констанції I.

## Біографія
Аліса була дочкою герцогині Бретані Констанції I і Гі Туара. Констанція померла при пологах, коли на світ з'явилась Аліса та її сестра-близнюк Катерина.
Після смерті короля Англії Річарда I, почалась війна між його молодшим братом Іоанном і герцогом Бретані Артуром I, старшим братом Аліси по матері. У битві при Мірбо в 1202 році Артур і його сестра Елеонора потрапили у полон.
После того, як Артур у 1203 році помер або був вбитим, і так як його рідна сестра Елеонора знаходилась в ув'язненні, бретонські барони признали Алісу герцогинею Бретані. Регентом при ній були спочатку її батько Гі Туар, а з 1206 року — король Франції Філіп II.
У 1213 році французький король видав Алісу заміж за її кузена Петра Дрьо, який і став регентом герцогства (до 1237).
Аліса померла 21 жовтня 1221 року при пологах 4-ї дитини. Її трон успадкував старший син Іоанн.

## Сім'я

### Чоловік

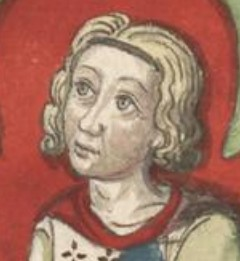
Петро (1187—1250)

- Петро
(1187—1250)

### Діти

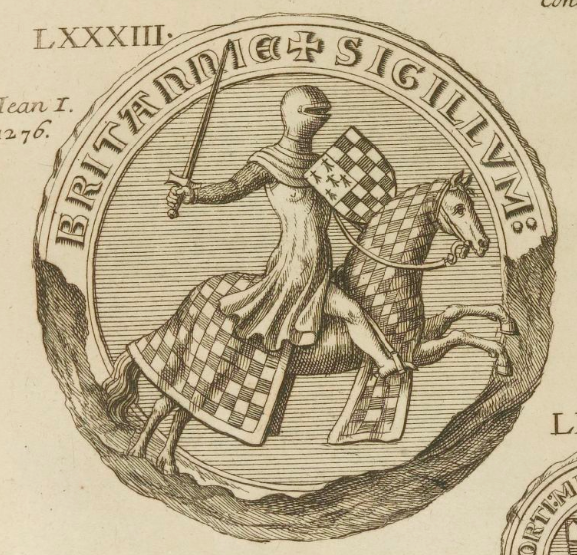
1 Іоанн (1217—1286)
2 Іоланда (1218—1272)
3 Артур (1220—1224)